# God Is an Astronaut (álbum)
God Is an Astronaut es el cuarto álbum de estudio (quinto contando con el EP A Moment of Stillness) de la banda irlandesa de post-rock, God Is an Astronaut. Fue lanzado digitalmente el 1 de noviembre de 2008, en CD el 8 de noviembre de 2008 a través de Revive Records posteriormente lanzado en vinilo LP por Morningrise Records y en Japón, con bonus en vivo en 2009. El álbum fue masterizado por Tim Young en Metropolis Mastering en Londres y producido por la banda.

## Lista de canciones
| N.º | Título             | Duración |  |
| 1.  | «Shadows»          | 5:11     |  |
| 2.  | «Post Mortem»      | 5:52     |  |
| 3.  | «Echoes»           | 5:10     |  |
| 4.  | «Snowfall»         | 6:41     |  |
| 5.  | «First Day of Sun» | 3:37     |  |
| 6.  | «No Return»        | 7:04     |  |
| 7.  | «Zodiac»           | 5:41     |  |
| 8.  | «Remaining Light»  | 5:30     |  |
| 9.  | «Shores of Orion»  | 5:15     |  |
| 10. | «Loss»             | 10:51    |  |

### Edición japonesa
| N.º | Título                            | Duración |  |
| 11. | «A Moment of Stillness (en vivo)» | 4:06     |  |
| 12. | «Point Pleasant (en vivo)»        | 4:59     |  |
| 13. | «A Deafening Distance (en vivo)»  | 3:42     |  |

## Intérpretes

### God Is an Astronaut
- Torsten Kinsella - voz, guitarra, teclado, programación
- Niels Kinsella - bajo, guitarra, teclado
- Lloyd Hanney - batería

### Músicos invitados
- Colm Hassett - percusión
- Dara O'Brien - sitar
- Chris Hanney - guitarra
- Zachary Dutton Hanney - guitarra

### Producción
- Tim Young - masterizado
- Torsten Kinsella - mezclas
- Dave King - ilustraciones
- Niels Kinsella - diseño